# Antonio Barreca
Antonio Barreca (Torino, 18 marzo 1995) è un calciatore italiano, difensore del Padova.

## Caratteristiche tecniche
Ricopre principalmente il ruolo di terzino sinistro ma è spesso usato come esterno di centrocampo. Dotato di una buona visione di gioco, ha un'ottima velocità oltre che ad una discreta facilità di corsa ed ad essere abile nell'effettuare cross per i compagni.

## Carriera

### Club

#### Gli inizi e i prestiti a Cittadella e Cagliari
Nato a Torino, ha origini siciliane da parte di madre, più precisamente da Collesano. Cresce calcisticamente nelle giovanili del Torino dove entra già all'età di sette anni, giocando in tutte le categorie giovanili fino ad approdare in Primavera con la quale debutta nella stagione 2012-2013. Nella stagione successiva si ritaglia più spazio diventando il titolare nel suo ruolo trascinando la sua squadra fino alla finale del campionato contro il Chievo, poi persa ai rigori. Complici anche alcuni problemi fisici accorsi alla rosa della prima squadra, sul finale di stagione viene spesso convocato con i granata da Gian Piero Ventura.
Il 4 luglio 2014 viene ceduto in prestito per una stagione al Cittadella, militante in Serie B. Compie il suo esordio nei professionisti il 21 agosto successivo, giocando da titolare il terzo turno di Coppa Italia perso per 4-1 contro il Sassuolo. Il 1° settembre seguente debutta anche in campionato nella sfida della prima giornata pareggiata 1-1 contro il Modena. Il 15 novembre 2014 segna la sua prima rete da professionista nella sconfitta esterna contro il Carpi per 5-2. Al termine della stagione totalizza 39 presenze rendendosi protagonista di una buona stagione nonostante la retrocessione della sua squadra.
Il 17 giugno 2015 viene ufficializzato il suo passaggio a titolo temporaneo al Cagliari, con diritto di riscatto da parte dei sardi e controriscatto del Torino. Esordisce con i rossoblù il 15 agosto seguente nella vittoria valida per il terzo turno di Coppa Italia contro il Trapani ai rigori. Il 17 ottobre successivo debutta anche in campionato, all'ottava giornata, da titolare nella sconfitta per 1-0 contro il Novara. Seppur nella fase invernale della stagione riesca a scendere in campo con regolarità, non rientra tra i titolari della formazione guidata da Massimo Rastelli totalizzando diciassette presenze, vincendo comunque il campionato, suo primo trofeo in carriera.

#### Ritorno al Torino
Il 26 giugno 2016 viene contro riscattato dal Torino. Fa il suo esordio con la prima squadra dei granata il 13 agosto successivo quando viene schierato da titolare da Siniša Mihajlović nella gara del terzo turno di Coppa Italia vinta 4-1 contro la Pro Vercelli. Il 18 settembre seguente, all'età di 21 anni, esordisce in Serie A alla quarta giornata di campionato subentrando all'infortunato Cristian Molinaro nel pareggio a reti bianche contro l'Empoli. Grazie alle successive buone prestazioni, si ritaglia ben presto un ruolo da titolare della formazione granata e nel dicembre del 2016 viene premiato dall'Unione Stampa Sportiva Italiana Subalpina come giocatore rivelazione dell'anno. Chiude la sua prima stagione con il Torino totalizzando 30 presenze.
Tuttavia, la stagione successiva non lo vede riconfermare le prestazione dell'annata precedente anche a causa di svariati problemi fisici che ne minano la continuità, riuscendo a collezionare solamente nove presenze nel corso della stagione.

#### Monaco e Newcastle
Il 10 luglio 2018 viene ufficializzato il suo passaggio per 10 milioni di euro al Monaco, firmando un contratto quinquennale con i monegaschi, rientrando in un'operazione che porta in Italia il francese Soualiho Meïté. Compie il suo esordio con la nuova maglia l'11 agosto successivo nella prima giornata di Ligue 1, da titolare, vinta per 3-1 in trasferta contro il Nantes. Il 6 novembre seguente debutta in Champions League disputando da titolare la quarta giornata della fase a gironi persa contro il Club Brugge per 4-0. Il 6 gennaio 2019 gioca la sua unica gara in Coppa di Francia nella vittoria valida per il quinto turno per 1-0 contro il Canet Roussillon, ma questa risulta anche essere la sua ultima presenza con questa maglia dopo essere finito ai margini della rosa non venendo più convocato.
Il 31 gennaio 2019, viene ufficializzato il suo prestito fino al termine della stagione al Newcastle Utd, militante in Premier League. Compie il suo debutto in campionato il 2 febbraio successivo, subentrando nel finale della sconfitta per 1-0 contro il Tottenham in quella che si rivelerà poi essere anche la sua unica presenza con i Magpies.

#### Prestiti a Genoa, Fiorentina e Lecce
Il 10 luglio 2019 viene comunicato il suo passaggio al Genoa, a titolo temporaneo con diritto di riscatto. Esordisce con il grifone il successivo 25 agosto nella prima giornata di campionato, da titolare, nel pareggio pirotecnico contro la Roma finito 3-3. Dopo aver disputato la prima parte di stagione come titolare sulla fascia sinistra, alcuni acciacchi fisici limitano la sua continuità ritrovando poi spazio nelle fasi finali della stagione riuscendo a totalizzare 19 presenze totali, non venendo successivamente riscattato dai liguri.
Il 5 ottobre 2020 passa, nuovamente, a titolo temporaneo con diritto di riscatto alla Fiorentina. Debutta con i toscani il 28 ottobre 2020 nella sfida di Coppa Italia vinta per 2-1 contro il Padova. Il 13 dicembre arriva anche l'esordio in campionato subentrando nella sconfitta esterna per 3-0 contro l'Atalanta. Sei giorni dopo arriva anche la prima presenza da titolare nel pareggio casalingo contro il Verona (1-1). Nonostante ciò, non rientra nelle gerarchie né di Giuseppe Iachini né di Cesare Prandelli scendendo in campo solamente un'altra volta nel corso della stagione che vede il suo termine con soli 162 minuti totali, scaglionati in quattro presenze.
Il 27 agosto 2021 viene ceduto in prestito al Lecce, tornando nella serie cadetta dopo cinque stagioni. Debutta con i giallorossi subentrando nella quarta giornata di campionato vinta per 3-2 contro l'Alessandria. Nel corso della stagione viene spesso schierato da Marco Baroni dal primo minuto, alternandosi nel suo ruolo con Antonino Gallo. Termina la stagione 24 presenze totali con il Lecce che chiude il campionato in prima posizione, vincendo per il suo secondo trofeo in carriera.

#### Ritorno al Cagliari e approdo alla Sampdoria
Il 25 agosto 2022 rescinde il proprio contratto con il Monaco, e contestualmente fa ritorno al Cagliari, squadra con cui ha giocato 6 anni prima, peraltro sempre in Serie B.
Dopo una sola stagione con i sardi (conclusa anche stavolta con la promozione), il 18 luglio 2023, viene ufficializzato come nuovo calciatore della Sampdoria, ancora in Serie B. Il 25 settembre 2024, segna l'ultimo rigore della sequenza finale del derby di Genova contro il Genoa in Coppa Italia, consentendo così al club blucerchiato di raggiungere gli ottavi di finale.

#### Südtirol
Il 3 febbraio 2025 viene acquistato a titolo definitivo dal Südtirol, con il quale sottoscrive un contratto fino al termine della stagione. Sei giorni dopo compie il suo debutto con i altoatesini subentrando nella sconfitta esterna per 3-1 contro la Cremonese. Il 9 marzo successivo, alla sua seconda gara da titolare, va per la prima volta a segno con la nuova maglia, tornando al gol dopo oltre dieci anni, aprendo le marcature nella vittoria contro il Cittadella per 5-1. Si ripete nuovamente il 1° maggio seguente dove segna la rete del momentaneo pareggio nella vittoria contro il Palermo per 2-1. Chiude la sua esperienza con gli altoatesini con 10 presenze e 2 reti.

#### Padova
Dopo essere rimasto svincolato al termine della stagione, il 31 luglio 2025 viene ufficializzato il suo passaggio al Padova, neopromosso in Serie B, con il quale sottoscrive un contratto fino al 30 giugno 2027. Esordisce con i biancoscudati il 10 agosto successivo nella sconfitta per 2-0 contro il L.R. Vicenza nel turno preliminare di Coppa Italia.

### Nazionale
Il 6 gennaio 2013 esordisce, sotto la guida di Alberico Evani, con la nazionale Under 18 nell'amichevole vinta per 1-0 contro il Belgio. Con questa rappresentativa ottiene, nello stesso anno, altre cinque presenze. Nel settembre dello stesso anno compie il suo debutto anche con la nazionale Under 19, di Alessandro Pane, in amichevole vinta per 1-0 contro la Bulgaria. Totalizzerà poi altre tre presenze. Il 9 ottobre 2014 scende in campo per l'unica volta con la nazionale Under 20, guidata da Evani, nella sconfitta esterna per 2-1 contro la Polonia nel Torneo Quattro Nazioni.
Il 12 agosto 2015 esordisce con la nazionale under 21 venendo mandato in campo nella ripresa da Luigi Di Biagio nell'amichevole a reti bianche contro l'Ungheria. L'8 settembre successivo disputa anche la sua prima gara valida per le qualificazioni agli Europei dove subentra nel finale della vittoria per 1-0 contro la Slovenia. Nel giugno del 2017 viene inserito nella rosa dei convocati per disputare il Campionato Europeo in Polonia. Debutta alla prima giornata della fase a gironi giocando titolare nella vittoria per 2-0 contro la Danimarca. Dopo essere stato in panchina nella seconda giornata, gioca anche la gara decisiva per il passaggio del turno, vinta per 1-0 contro la Germania. Disputa anche tutta la semifinale dove l'Italia si deve arrendere alla Spagna per 3-1. Questa è anche la sua tredicesima ed ultima presenza con la nazionale Under 21.
Il 18 febbraio 2017 viene convocato da Gian Piero Ventura a Coverciano per uno stage con la nazionale maggiore.

## Statistiche

### Presenze e reti nei club
Statistiche aggiornate al 10 agosto 2025.
| Stagione         | Squadra          | Campionato       | Campionato | Campionato | Coppe nazionali | Coppe nazionali | Coppe nazionali | Coppe continentali | Coppe continentali | Coppe continentali | Altre coppe | Altre coppe | Altre coppe | Totale | Totale |
| Stagione         | Squadra          | Comp             | Pres       | Reti       | Comp            | Pres            | Reti            | Comp               | Pres               | Reti               | Comp        | Pres        | Reti        | Pres   | Reti   |
| ---------------- | ---------------- | ---------------- | ---------- | ---------- | --------------- | --------------- | --------------- | ------------------ | ------------------ | ------------------ | ----------- | ----------- | ----------- | ------ | ------ |
| 2014-2015        | Cittadella       | B                | 38         | 1          | CI              | 1               | 0               | -                  | -                  | -                  | -           | -           | -           | 39     | 1      |
| 2015-2016        | Cagliari         | B                | 15         | 0          | CI              | 2               | 0               | -                  | -                  | -                  | -           | -           | -           | 17     | 0      |
| 2016-2017        | Torino           | A                | 28         | 0          | CI              | 2               | 0               | -                  | -                  | -                  | -           | -           | -           | 30     | 0      |
| 2017-2018        | Torino           | A                | 9          | 0          | CI              | 0               | 0               | -                  | -                  | -                  | -           | -           | -           | 9      | 0      |
| Totale Torino    | Totale Torino    | Totale Torino    | 37         | 0          |                 | 2               | 0               |                    | -                  | -                  |             | -           | -           | 39     | 0      |
| 2018-gen. 2019   | Monaco           | L1               | 7          | 0          | CF+CdL          | 1+0             | 0               | UCL                | 1                  | 0                  | SF          | 0           | 0           | 9      | 0      |
| gen.-giu. 2019   | Newcastle Utd    | PL               | 1          | 0          | FACup+CdL       | 0               | 0               | -                  | -                  | -                  | -           | -           | -           | 1      | 0      |
| 2019-2020        | Genoa            | A                | 18         | 0          | CI              | 1               | 0               | -                  | -                  | -                  | -           | -           | -           | 19     | 0      |
| 2020-2021        | Fiorentina       | A                | 3          | 0          | CI              | 1               | 0               | -                  | -                  | -                  | -           | -           | -           | 4      | 0      |
| 2021-2022        | Lecce            | B                | 22         | 0          | CI              | 2               | 0               | -                  | -                  | -                  | -           | -           | -           | 24     | 0      |
| 2022-2023        | Cagliari         | B                | 22+1       | 0          | CI              | 1               | 0               | -                  | -                  | -                  | -           | -           | -           | 24     | 0      |
| Totale Cagliari  | Totale Cagliari  | Totale Cagliari  | 37+1       | 0          | -               | 3               | 0               | -                  | -                  | -                  | -           | -           | -           | 41     | 0      |
| 2023-2024        | Sampdoria        | B                | 22+1       | 0          | CI              | 0               | 0               | -                  | -                  | -                  | -           | -           | -           | 23     | 0      |
| 2024-feb. 2025   | Sampdoria        | B                | 5          | 0          | CI              | 1               | 0               |                    | -                  | -                  |             | -           | -           | 6      | 0      |
| Totale Sampdoria | Totale Sampdoria | Totale Sampdoria | 27+1       | 0          |                 | 1               | 0               | -                  | -                  | -                  | -           | -           | -           | 29     | 0      |
| feb.-giu. 2025   | Südtirol         | B                | 10         | 2          | CI              | 0               | 0               | -                  | -                  | -                  | -           | -           | -           | 10     | 2      |
| 2025-2026        | Padova           | B                | 0          | 0          | CI              | 1               | 0               | -                  | -                  | -                  | -           | -           | -           | 1      | 0      |
| Totale carriera  | Totale carriera  | Totale carriera  | 206        | 3          |                 | 13              | 0               |                    | 1                  | 0                  |             | 0           | 0           | 220    | 3      |

### Cronologia presenze e reti in nazionale
| Cronologia completa delle presenze e delle reti in nazionale ― Italia under 21 | Cronologia completa delle presenze e delle reti in nazionale ― Italia under 21 | Cronologia completa delle presenze e delle reti in nazionale ― Italia under 21 | Cronologia completa delle presenze e delle reti in nazionale ― Italia under 21 | Cronologia completa delle presenze e delle reti in nazionale ― Italia under 21 | Cronologia completa delle presenze e delle reti in nazionale ― Italia under 21 | Cronologia completa delle presenze e delle reti in nazionale ― Italia under 21 | Cronologia completa delle presenze e delle reti in nazionale ― Italia under 21 |
| Data                                                                           | Città                                                                          | In casa                                                                        | Risultato                                                                      | Ospiti                                                                         | Competizione                                                                   | Reti                                                                           | Note                                                                           |
| ------------------------------------------------------------------------------ | ------------------------------------------------------------------------------ | ------------------------------------------------------------------------------ | ------------------------------------------------------------------------------ | ------------------------------------------------------------------------------ | ------------------------------------------------------------------------------ | ------------------------------------------------------------------------------ | ------------------------------------------------------------------------------ |
| 12-8-2015                                                                      | Telki                                                                          | Ungheria under 21                                                              | 0 – 0                                                                          | Italia under 21                                                                | Amichevole                                                                     | -                                                                              | 60’                                                                            |
| 8-9-2015                                                                       | Reggio Emilia                                                                  | Italia under 21                                                                | 1 – 0                                                                          | Slovenia under 21                                                              | Qual. Europeo Under-21 2017                                                    | -                                                                              | 87’                                                                            |
| 13-11-2015                                                                     | Novi Sad                                                                       | Serbia under 21                                                                | 1 – 1                                                                          | Italia under 21                                                                | Qual. Europeo Under-21 2017                                                    | -                                                                              |                                                                                |
| 17-11-2015                                                                     | Castel di Sangro                                                               | Italia under 21                                                                | 2 – 0                                                                          | Lituania under 21                                                              | Qual. Europeo Under-21 2017                                                    | -                                                                              | 66’                                                                            |
| 24-3-2016                                                                      | Waterford                                                                      | Irlanda under 21                                                               | 1 – 4                                                                          | Italia under 21                                                                | Qual. Europeo Under-21 2017                                                    | -                                                                              |                                                                                |
| 11-10-2016                                                                     | Kaunas                                                                         | Lituania under 21                                                              | 0 – 0                                                                          | Italia under 21                                                                | Qual. Europeo Under-21 2017                                                    | -                                                                              |                                                                                |
| 10-11-2016                                                                     | Southampton                                                                    | Inghilterra under 21                                                           | 3 – 2                                                                          | Italia under 21                                                                | Amichevole                                                                     | -                                                                              |                                                                                |
| 14-11-2016                                                                     | Bergamo                                                                        | Italia under 21                                                                | 0 – 0                                                                          | Danimarca under 21                                                             | Amichevole                                                                     | -                                                                              | 73’                                                                            |
| 23-3-2017                                                                      | Cracovia                                                                       | Polonia under 21                                                               | 1 – 2                                                                          | Italia under 21                                                                | Amichevole                                                                     | -                                                                              | 73’                                                                            |
| 27-3-2017                                                                      | Roma                                                                           | Italia under 21                                                                | 1 – 2                                                                          | Spagna under 21                                                                | Amichevole                                                                     | -                                                                              | 84’                                                                            |
| 18-6-2017                                                                      | Cracovia                                                                       | Danimarca under 21                                                             | 0 – 2                                                                          | Italia under 21                                                                | Europeo Under-21 2017 - 1º turno                                               | -                                                                              |                                                                                |
| 24-6-2017                                                                      | Cracovia                                                                       | Italia under 21                                                                | 1 – 0                                                                          | Germania under 21                                                              | Europeo Under-21 2017 - 1º turno                                               | -                                                                              |                                                                                |
| 27-6-2017                                                                      | Cracovia                                                                       | Italia under 21                                                                | 1 – 3                                                                          | Spagna under 21                                                                | Europeo Under-21 2017 - Semifinale                                             | -                                                                              |                                                                                |
| Totale                                                                         |                                                                                | Presenze                                                                       | 13                                                                             |                                                                                | Reti                                                                           | 0                                                                              |                                                                                |

## Palmarès

### Club
- Campionato italiano di Serie B: 2

Cagliari: 2015-2016
Lecce: 2021-2022

### Individuale
- USSI Subalpina: 1

Giocatore rivoluzione dell'anno: 2016